# Parafia Chrystusa Króla w Białymstoku
Parafia pw. Chrystusa Króla w Białymstoku – rzymskokatolicka parafia należąca do dekanatu Białystok–Dojlidy, archidiecezji białostockiej, metropolii białostockiej, obejmująca część osiedla Dojlidy w Białymstoku.

## Historia parafii
W związku z planami podziału parafii Matki Bożej Ostrobramskiej w Dojlidach na część wiejską i część miejską, jej proboszcz, ks. Adolf Ołdziejewski, przy Szosie Baranowickiej (obecnie ul. Ciołkowskiego), zbudował w 1937 drewnianą świątynię pod wezwaniem Chrystusa Króla oraz plebanię i budynki gospodarcze. W kościele odbywały się parafialne nabożeństwa przeniesione z kościoła Matki Boskiej Ostrobramskiej w Dojlidach. 25 czerwca 1941 wycofujący się żołnierze sowieccy spalili kościół i zamordowali ks. Ołdziejewskiego, jego ojca oraz ludzi próbujących ratować świątynię.
Mimo wieloletnich starań, dopiero w połowie lat 80. XX w. możliwe było rozpoczęcie budowy nowego kościoła. 15 czerwca 1990 administrator archidiecezji wileńskiej, biskup Edward Kisiel erygował parafię, której obszar został wydzielony z białostockich parafii Niepokalanego Serca Maryi i Wniebowzięcia NMP. Pierwszym proboszczem został ks. Antoni Szczęsny.

## Miejsca kultu
Kościół parafialny
W 1985 uzyskano zgodę władz państwowych na budowę sal katechetycznych oraz kaplicy na miejscu spalonego kościoła. W 1986 proboszcz parafii dojlidzkiej, ks. Maciej Pawlik, rozpoczął budowę murowanej świątyni według projektu Andrzeja Kocia. 24 sierpnia 1986 biskup Edward Kisiel poświęcił kamień węgielny pod budowę kościoła Chrystusa Króla. Większość prac budowlanych ukończono w 1989. Przy kościele została wybudowana plebania, a cały teren ogrodzono murem.
W 1994 koło kościoła zostały pogrzebane szczątki ks. Adolfa Ołdziejewskiego, ekshumowane z cmentarza dojlidzkiego.
W 1995 dobudowano kruchtę, a w 1997 – zakrystię. W tym samym roku zostało wykończone prezbiterium i wykonano marmurowy ołtarz, a w kolejnym rozpoczęto prace przy budowie dolnego kościoła oraz wybudowano grotę poświęconą Matce Bożej z Lourdes.
Kościoły filialne i kaplice
- Kaplica w Wojewódzkim Szpitalu Specjalistycznym im. K. Dłuskiego w Białymstoku

## Proboszczowie
Źródło: 
- śp. ks. Adolf Ołdziejewski (1937–1941)
- ks. Antoni Szczęsny (1990–1993)
- ks. Franciszek Wiatr (1993–2016)
- ks. dr hab. Radosław Kimsza (od 19 czerwca 2016)